# Dipartimento di Chapaleufú
Chapaleufú è un dipartimento argentino, situato nella parte nord-orientale della provincia di La Pampa, con capoluogo Intendente Alvear.
Esso confina a nord con la provincia di Córdoba, a est con quella di Buenos Aires, a sud con il dipartimento di Maracó e ad ovest con quello di Realicó.
Secondo il censimento del 2001, su un territorio di 2.570 km², la popolazione ammontava a 10.787 abitanti, con un aumento demografico dell'8,48% rispetto al censimento del 1991.
Il dipartimento comprende per intero i comuni di Bernardo Larroudé, Ceballos, Coronel Hilario Lagos e Intendente Alvear; parte del comune di Vértiz (inclusa la città sede municipale); e parte del comune di General Pico, la cui sede municipale però si trova in un altro dipartimento. Inoltre fa interamente parte del dipartimento anche la comisión de fomento di Sarah.